# Camilla Herrem
Camilla Herrem (født 8. oktober 1986) er en norsk håndboldspiller, som spiller for Sola HK og tidligere Norges kvindehåndboldlandshold. Herrem var lige ved at komme med til både VM-truppen i 2007 og OL-truppen i 2008, men blev ikke udtaget. EM i Makedonien i december 2008 blev dermed hendes mål for sesonen 2008. Herrem fik sin landholdsdebut som 19 årig, 5. april 2006 mod Sverige og scorede tre mål. Under VM i Kina i 2009, blev hun af det internationale håndboldforbund udtaget til "All Star Team" som venstrefløj.
Herrem er især kendt for sin fart, energi og spektakulære skruebolde og tricks på hendes afslutninger, hvilket også har gjort hende til en af verdens bedste fløjspillere.

## Karriere
Herrem begyndte at spille håndbold i Sola HK, hvor hun debuterede som 16-årig for ligaholdet i norske Eliteserien. Hun spillede første gang på internationalt niveau ved EHF Cup Winners' Cup i 2005.
Hun skiftede i 2006 til sølvvinderne fra Byåsen, hvor hun deltog ved samtlige Champions League-kvalifikationer for Byåsen. Efter mange år i Byåsen, skiftede hun i 2014 til rumænsk håndbold for HCM Baia Mare. Med Baia Mare nåede hun kvartfinalerne ved Champions League 2014/15. Hun flyttede derefter til den danske klub Team Tvis Holstebro, hvor hun spillede et enkelt år og efterfølgende vandt EHF Cup Winners' Cup i 2016. Samme år rykkede hun til makedonske ŽRK Vardar. Det makedonske hold nåede til finalen i Champions League 2016/17, hvor Herrem også blev udvalgt som den bedste venstre fløj i CL-sæsonen. I slutningen af sæsonen flyttede hun tilbage til Norge, for sin tidligere klub Sola HK.
Hun debuterede på Norges kvindehåndboldlandshold, mod Sverige den 5. april 2006. Herrem har deltaget ved samtlige internationale turneringer siden EM 2008 i Makedonien. Hun deltog ligeledes ved OL 2012 i London, hvor Norge vandt guld.

## Meritter
- Olympiske lege:
  - Guld: 2012, 2024
  - Bronze: 2016, 2020
- Verdensmesterskabet:
  - Guld: 2011, 2015, 2021
  - Sølv: 2017, 2023
  - Bronze: 2009
- Europamesterskabet:
  - Guld: 2008, 2010, 2014, 2016, 2020, 2022 , 2024
  - Sølv: 2012
- EHF Champions League:
  - Finalist: 2016/2017
- EHF Cup Winners' Cup:
  - Vinder: 2015/2016
  - Finalist: 2006/2007
  - Semifinalist: 2013/2014
- 1. division:
  - Vinder: 2018/2019
- NM Cup:
  - Vinder: 2007/2008
  - Finalist: 2005/2006, 2006/2007, 2008/2009
- Rumænien pokalturnering:
  - Vinder: 2014/2015
- Rumænien Super Cup:
  - Vinder: 2014
- Baia Mare Champions Trophy
  - Winner: 2014[4]
- Makedonsk Førsteliga:
  - Vinder: 2016/2017
- Makedonien Cup:
  - Vinder: 2016/2017